# Skam España
Skam España è una serie televisiva spagnola adolescenziale del 2018 creata da Begoña Álvarez e José Ramón Ayerra. La serie è il remake dell'omonima serie norvegese iniziata nel 2015 e conclusa nel 2017. Come nella serie madre, Skam España riguarda la vita giornaliera di alcuni studenti di un liceo di Madrid, e, inoltre, sul sito web ufficiale vengono pubblicate quotidianamente delle clip (che compongono un episodio) e anche alcuni messaggi dal punto di vista del protagonista della stagione. Questa versione è la sola ad includere delle clip extra, non incluse direttamente negli episodi, in cui si hanno protagonisti differenti.

## Episodi

### Prima stagione
La prima stagione ruota attorno al personaggio di Eva.
| Nº | Titolo originale        | Prima TV          |
| -- | ----------------------- | ----------------- |
| 1  | Las raras del instituto | 16 settembre 2018 |
| 2  | Hay lío                 | 23 settembre 2018 |
| 3  | Enséñame tu móvil       | 30 settembre 2018 |
| 4  | Verdad o atrevimiento   | 7 ottobre 2018    |
| 5  | ¿Y cómo soy?            | 14 ottobre 2018   |
| 6  | Siempre enfadados       | 21 ottobre 2018   |
| 7  | Hecha una mierda        | 28 ottobre 2018   |
| 8  | La verdad por delante   | 4 novembre 2018   |
| 9  | Eva la zorra            | 11 novembre 2018  |
| 10 | A nadie le importa      | 18 novembre 2018  |
| 11 | Fin                     | 25 novembre 2018  |

### Seconda stagione
La seconda stagione ruota attorno al personaggio di Cris.
| Nº | Titolo originale  | Prima TV       |
| -- | ----------------- | -------------- |
| 1  | Éxtasis           | 1 aprile 2019  |
| 2  | Ojos de sapo      | 8 aprile 2019  |
| 3  | Perdida           | 15 aprile 2019 |
| 4  | Deseando nadar    | 22 aprile 2019 |
| 5  | Puñetazo          | 29 aprile 2019 |
| 6  | ¿Eres lesbiana?   | 6 maggio 2019  |
| 7  | Desconocida       | 13 maggio 2019 |
| 8  | Cobarde           | 20 maggio 2019 |
| 9  | No puedo evitarlo | 27 maggio 2019 |
| 10 | Minuto a minuto   | 3 giugno 2019  |

### Terza stagione
La terza stagione ruota attorno al personaggio di Nora. Ogni episodio include anche alcune clip dal punto di vista di Viri. 
| Nº | Titolo originale                  | Prima TV         |
| -- | --------------------------------- | ---------------- |
| 1  | Fuckboy                           | 12 gennaio 2020  |
| 2  | No se lo cuentes a nadie          | 19 gennaio 2020  |
| 3  | Lo de Viri                        | 26 gennaio 2020  |
| 4  | La persona y el momento adecuado  | 2 febbraio 2020  |
| 5  | El concierto                      | 9 febbraio 2020  |
| 6  | ¿Qué he hecho?                    | 16 febbraio 2020 |
| 7  | ¿En serio no te acuerdas de nada? | 23 febbraio 2020 |
| 8  | La Nora que me gustaba            | 1 marzo 2020     |
| 9  | ¿Existen los finales felices?     | 8 marzo 2020     |

### Quarta stagione
La quarta e ultima stagione ruota attorno al personaggio di Amira. La serie è stata trasmessa a settembre, ma risulta essere ambientata in primavera, periodo in cui avrebbe dovuto essere trasmessa prima dell'interruzione delle riprese a causa della Pandemia di COVID-19. I primi due episodi includono scene in cui è protagonista Alejandro, il terzo, quarto e quinto episodio includono scene in cui è protagonista Lucas, il sesto e il settimo episodio includono scene in cui è protagonista Joana. 
| Nº | Titolo originale                | Prima TV          | Periodo presentato |
| -- | ------------------------------- | ----------------- | ------------------ |
| 1  | Entre dos mundos                | 6 settembre 2020  | 12 aprile 2020     |
| 2  | No llevo el hijab               | 13 settembre 2020 | 19 aprile 2020     |
| 3  | Seguro que Alá lo entiende      | 20 settembre 2020 | 26 aprile 2020     |
| 4  | Nunca es por Amira              | 27 settembre 2020 | 3 maggio 2020      |
| 5  | Ramadán kareem                  | 4 ottobre 2020    | 10 maggio 2020     |
| 6  | La mora del instituto           | 11 ottobre 2020   | 17 maggio 2020     |
| 7  | Ya no sé nada                   | 18 ottobre 2020   | 24 maggio 2020     |
| 8  | A veces querer no es suficiente | 25 ottobre 2020   | 31 maggio 2020     |

## Personaggi e interpreti
- Eva Vázquez, interpretata da Alba Planas, protagonista della prima stagione.
- Cris Soto, interpretato da Irene Ferreiro García, protagonista della seconda stagione.
- Nora Grace, interpretata da Nicole Wallace, protagonista della terza stagione.
- Viri Gómez, interpretata da Celia Monedero, co-protagonista della terza stagione.
- Amira Naybet, interpretata da Hajar Brown, protagonista della quarta stagione.
- Lucas Rubio, interpretato da Alejandro Reina.
- Jorge Crespo, interpretato da Tomy Aguilera.
- Alejandro Beltrán, interpretato da Fernando Lindez.
- Hugo Centeneo, interpretato da Álvaro Cobas.
- Inés Serrano, interpretata da Ruth Bosser.
- Cris Miralles, interpretato da Gabriel Guevara.
- Laura Louzan , interpretata da Claudia Rosset.
- Joana Binchi, interpretata da Tamara Ronchese.
- Dani Soto, interpretato da Lucas Nabor.
- Miquel Pombo, interpretato da Álex Villazán.
- Emma Grace, interpretata da Paula Vicente Mascó.

## Playlist
- Lady Gaga - Alejandro
- Lykke Li - I Follow Rivers
- Billie Eilish - Come Out And Play
- Billie Eilish - Idontwannabeyouanymore
- Amy Winehouse - Love is a Losing Game
- Aitana e Ana Guerra - Lo Malo